# Kristaloluminiscencija
Kristaloluminiscencija je vrsta luminiscencije koja nastupa kod kristalizacije nekih kemijskih tvari.

## Luminescencija anorganskih kristala
Luminescencija anorganskih kristala većinom dolazi iz luminescentnih centara, aktivatora, primjesa ugrađenih u kristalnu rešetku ili zbog nesavršenosti kristala. Pojam centara je 1890. uveo P. Lenard. U toj koncepciji aktivatorski atomi sa susjednim atomima čistog kristala osigurava lokaliziranu apsorpciju pobudne energije nakon koje slijedi emisija dijela apsorbirane energije u obliku svjetlosti. Nađeno je da je optimalna količina aktivatora od 0,001 do 0,3% od mase čistog kristala. Ako su centri pregusti, dolazi do gušenja luminescentne emisije. Neke kemijske tvari, luminesciraju bez nekog dodatnog aktivatora. Primjer su čisti kalcijev volframat CaWO4 i cinkov silikat Zn2SiO4. U njima kao luminescentno središte služe određene strukturalne grupe kao WO4 u CaWO4 i SiO4 u ZN2SiO4.
Jednostavni ionski kristali, alkalni halogenidi, postaju luminescentni kada im se dodaju prikladne primjese. 
Mnogi neorganski kristali postaju luminescentni kada su im dodani metalni ioni. Luminescencija obuhvaća interkombinacijski prijelaz, pa može biti upotrijebljena teorija kristalnog polja da bi se objasnili apsorpcijski i emisijski spektri. Najčešći aktivatorski ion je dvovalentni mangan. Njime se aktiviraju tvari kao Zn2SiO4, ZnS i 3 Ca3(PO4)2∙CaF2 (kalcijev fluorofosfat, koji se često aktivira sa Sb3+ i glavna je tvar za fluorescentne svjetiljke). Ultraljubičasta svjetlost valne duljine 253,7 nm emitirana iz atoma žive pobuđuje na emisiju u modrom Sb3+, a u narančastom području Mn2+. Poznata je luminescentna tvar Al2O3 kojemu je dodan Cr3+. Pobudi odgovara široka apsorpcijska vrpca, dok je emisija u uskom pojasu. Primjenjuje se u rubinskom laseru. 
Ioni rijetkih zemalja u neorganskim kristalima i staklima daju usku emisijsku vrpcu. Tako na primjer samarij, europij i terbij emitiraju u vidljivom području, neodimij u infracrvenom, a gadolinij u ultraljubičastom području. Primjenjuje se u laserima, fotonskim brojačima i televiziji u boji. 
Tvari dvostruko aktivirane rijetkim zemljama, na primjer YF3∙Yb,Tm imaju veliku antiStokesovu emisiju. Pobuda je u infracrvenom području, a emisija u vidljivom području. 
Kristali cinkovog sulfida ZnS dobro su poznati po svojoj elektroluminescenciji. To su složeni poluvodiči. Osnova njihove luminescencije jesu nesavršenosti ili dvije primjese. Jedna se primjesa naziva aktivatorom, a druga koaktivatorom. Supstitucija atoma grupe Ib (Cu, Ag, Au) za Zn ili atoma grupe Vb za S kao aktivatora daje diskretna stanja iznad valentne vrpce. U neutralnom kristalu s ovim primjesama najviše stanje je prazno, to jest posjeduje pozitivnu šupljinu i može primiti elektron iz valentne vrpce. Aktivator se u skladu s poluvodičkom notacijom naziva akceptorom. Zamjena (supstitucija) atoma grupe IIIb (Al, Ga, In) za Zn ili grupe VIIb za S kao koaktivatora daje seriju diskretnih stanja ispod vodljive vrpce. U neutralnom kristalu sa samo ovim koaktivatorskim primjesama u diskretnom stanju nalazi se elektron, pa se koaktivator ponaša kao donor. Istodobnim unašanjem aktivatora i koaktivatora u kristal ZnS dolazi do prijelaza elektrona s donora na akceptor, čime donor postaje pozitivno, a akceptor negativno nabijen. Coulombovo privlačenje donora i akceptora u rešetki dovodi do stvaranja parova. Nakon prijelaza elektrona iz osnovnog stanja akceptora na pobuđeno stanje najbližeg donora slijedi luminescentna emisija. Bez pridruženog donora ovaj je proces jednak, osim što nepertubirana (neporemećena) stanja vodljive vrpce moraju biti direktno uključena u pobudu i emisiju. 
Poluvodiči III i IV grupe s izoelektronskim dodacima ili s donorakceptorskim parovima upotrebljavaju se u optoelektronskim dijelovima (na primjer kao svijetleće diode).

## Luminescencija organskih kristala
Neki kristali čistih organskih tvari također luminesciraju. Primjer je kristal benzena.